# Гынгазова, Людмила Георгиевна
Людмила Георгиевна (дев. Балакина) Гынгазова (р. 12 июля 1949 г., г. Бельцы Молдавской ССР) — советский российский филолог, преподаватель высшей школы. Кандидат филологических наук (1984). Лауреат Государственной премии РФ в области науки и техники за комплексное исследование русских говоров Среднего Приобья (1964—1995 гг.) (1997). Доцент кафедры русского языка филологического факультета Томского государственного университета (с 1989).

## Биография
Выпускница историко-филологического факультета Томского государственного университета (1972). После завершения вуза с 1972 г. — корректор, затем редактор издательства ТГУ.